# Luitfried Salvini-Plawen
Luitfried Salvini-Plawen (* 1. Juni 1939 in Wien; † 22. Oktober 2014 ebenda) war ein österreichischer Malakologe, Zoologe, Historiker und Professor für Zoologie an der Universität Wien.
Salvini-Plawen stammte aus einem Südtiroler Adelsgeschlecht (deshalb auch manchmal Luitfried von Salvini-Plawen). Sein Vater war akademischer Bildhauer. Nach Abitur in Garmisch-Partenkirchen (1959), wo er seit 1945 zur Schule ging, und Wehrdienst (Offiziersausbildung) studierte er ab 1962 Zoologie und Botanik an der Universität Bonn und danach an der Universität Wien und wurde 1966 bei Wilhelm Marinelli in Zoologie promoviert (Dissertation: Beiträge zur Anatomie und Systematik der Aplacophora (Mollusca: Aculifera)). Ab 1969 war er mit einem Forschungsstipendium Assistent und dann Oberassistent am Zoologischen Institut der Universität.
1972 habilitierte er sich in Wien (Zur Morphologie und Phylogenie der Mollusken: Die Beziehungen der Caudofoveata und der Solenogastres als Aculifera, als Mollusca und als Spiralia), war 1974 Gastprofessor am
Museum of Comparative Zoology der Harvard University und ab 1977 außerordentlicher Universitätsprofessor für Zoologie in Wien. 1980 bis 1984 war er stellvertretender Vorstand des Zoologischen Instituts und 2000 bis 2004 Vorstand. 1982 bis 1995 studierte er auch nebenbei Geschichte mit dem Magister-Abschluss. Thema der auch veröffentlichten Diplomarbeit war die mittelalterliche Geschichte des Obervinschgaus, besonders der Gegend um Plawenn (Heimat seiner Vorfahren). 1986 wurde er Abteilungsleiter Spezielle Zoologie und Entwicklungsgeschichte und Vorsitzender der Prüfungskommission Erdwissenschaften und Biologie. 1998 bis 2004 war er Vorsitzender der Studienkommission Mathematik und Naturwissenschaften der Universität Wien und 1999/2000 Präsident der Prüfungskommission Biologie. 2004 wurde er emeritiert, blieb aber bis zu seinem Tod wissenschaftlich und in der Lehre aktiv.
Von ihm stammen rund 150 Publikationen zur Zoologie und rund ein Dutzend zu historischen und wissenschaftshistorischen Themen, zum Beispiel Biographien von Rudolf Kner, Wenzel Benno Seidl, Johann Jakob Heckel und Ludwig von Bertalanffy, über die Akten der Lehramtsprüfung von Gregor Mendel, die wissenschaftliche Erforschung der Südsee sowie zur Zoologiegeschichte in Österreich. In der Zoologie widmete er sich marinen Mollusken, besonders Aplacophora, und anderen marinen Lebewesen wie Nesseltieren (Cnidaria). Von ihm stammen viele Erstbeschreibungen (rund die Hälfte der bekannten Arten von Solenogastres) und die Einführung übergeordneter Taxa wie Vetigastropoda und Apogastropoda. Von ihm und seiner Schule stammen grundlegende Beiträge zur Systematik der Mollusken und damit zusammenhängend deren Anatomie und Phylogenie. Mit Ernst Mayr veröffentlichte er eine grundlegende Arbeit zur Entwicklung von Photorezeptoren und Augen im Tierreich.
Ab 1998 bis 2001 war er Präsident und 2001 bis 2004 Vizepräsident der Unitas Malacologia, die 2001 ihren Weltkongress in Wien abhielt.
Er hat auch eine Ausbildung zum Opernsänger. Als Historiker veröffentlichte er über die Historizität der Schwanenrittersage und zur Datierung des Nibelungenliedes. Ab 2004 war er Präsident der Österreichischen Gesellschaft für Wissenschaftsgeschichte.

## Schriften
Von ihm stammt der Abschnitt Weichtiere in Grzimeks Tierleben (sowie Pfeilwürmer und die Einleitung zu Kragentiere (Branchiotremata), wozu nach damaliger Systematik Eichelwürmer und Flügelkiemer gehörten, und Armträger (Brachiata), wie Bartwürmer).
- Schild- und Furchenfüßer (Caudofoveata und Solenogastres), verkannte Weichtiere am Meeresgrund, Neue Brehm-Bücherei 441, Wittenberg 1971
- mit Ernst Mayr: On the evolution of photoreceptors and eyes, Evolutionary Biology, Band 10, 1977, S. 207–263
- Antarktische und subantarktische Solenogastres. Eine Monographie: 1898–1974, Zoologica, Band 128, 1978, S. 1–315
- A reconsideration of systematics in the Mollusca (phylogeny and higher classification), Malacologia, Band 19, 1980, S. 249–278
- Early evolution and the primitive groups, in: E. R. Trueman (Hrsg.): The Mollusca. Band 10. Evolution, 1980, S. 59–150
- Morphologie: Haeckels Gastraea-Theorie und ihre Folgen. In: Stapfia. Band 56, Linz 1998, S. 147–168 (zobodat.at [PDF]).
- mit Maria Mizzaro: 150 Jahre Zoologie an der Universität Wien, Verhandlungen der Zoologisch-Botanischen Gesellschaft in Österreich, Band 136, 1999, S. 1–76
- mit Maria Mizzaro-Wimmer: Praktische Malakologie, Beiträge zur vergleichend-anatomischen Bearbeitung von Mollusken, Springer-Wien 2001
- Die naturwissenschaftliche Erforschung der Südsee bis Ende des 18. Jahrhunderts, Mensch-Wissenschaft-Magie, Band 23, 2005, S. 19–56
- Zur Geschichte der biologischen Theorie der Evolution, Denisia, Band 20, 2007, S. 7–22
- mit Matthias Svojtka: Fische, Petrefakten und Gedichte: Rudolf Kner (1810–1869) – ein Streifzug durch sein Leben und Werk, Denisia, Band 24, 2008, S. 1–132
- mit E. Redl: Das Nervensystem der Caudofoveata (Mollusca), eine vergleichend-anatomische und histologische Studie. VDM Verlag Dr. Müller 2009
- Die Zoologie in der Habsburger-Monarchie, Mensch-Wissenschaft-Magie, Band 27, 2010, S. 63–80
- mit Gerhard Haszprunar: Mollusca/Weichtiere, in: Wilfried Westheide, G. Rieger (Hrsg.): Spezielle Zoologie. Teil 1, Springer Verlag, 3. Auflage 2013, S. 293–356